# Scaphobaeocera siamensis
Espèce
Synonymes
- Baeotoxidium siamense Löbl, 1990 (protonyme)

Scaphobaeocera siamensis est une espèce de coléoptères de la famille des Staphylinidae et de la sous-famille des Scaphidiinae.

## Répartition et habitat
Cette espèce est décrite de Thaïlande.